# Saint Jérôme pénitent (Bruyn)
Pour les articles homonymes, voir Saint Jérôme pénitent.
Saint Jérôme pénitent est un tableau réalisé par le peintre allemand Bartholomaeus Bruyn le Vieux dans la première moitié du XVIe siècle. Cette huile sur bois de format vertical est une peinture chrétienne qui représente Jérôme de Stridon à genoux face un crucifix devant un paysage bâti surmonté de deux arches naturelles. Le pénitent est soutenu dans sa prière par une bénédictine ainsi que par Jean l'Évangéliste. Depuis un legs en 1857, l'œuvre est la propriété de la commune de Douai, dans le Nord, en France. Elle est conservée au musée de la Chartreuse.